# Lepanthes glossites
Lepanthes glossites är en orkidéart som beskrevs av Carlyle August Luer. Lepanthes glossites ingår i släktet Lepanthes och familjen orkidéer.
Artens utbredningsområde är Peru. Inga underarter finns listade i Catalogue of Life.